# Campeonato do Mundo de Hóquei em Patins
O Campeonato do Mundo de Hóquei em Patins é a principal competição entre as seleções nacionais do Mundo. 
Esta competição tem lugar de dois em dois anos, tanto na vertente masculina como na feminina, e é organizada pelo organismo máximo para este desporto, a World Skate. 
A partir de 2017 o Campeonato do Mundo passou a estar integrado nos Jogos Mundiais de Patinagem (acabando os Mundiais A e B), cuja primeira edição se realizou em Nanjing, na China.
O Campeonato do Mundo de Hóquei em Patins foi dividido em dois escalões, A e B, entre os anos 1984 a 2015. 
A divisão A era disputada pelas 16 melhores seleções mundiais, enquanto que a divisão B era contestada pelas seleções restantes. As competições eram disputadas em anos alternados de modo a que as 3 melhores equipas do Mundial B disputassem o Mundial A do ano seguinte, acontecendo o inverso com os 3 piores classificados de cada Mundial A. 
Este sistema acabou a partir de 2017, ano em que o Campeonato do Mundo foi reformulado, passando a integrar todas as equipas e disputado num só local (integrado nos Jogos Mundiais de Patinagem), existindo 2 categorias inferiores dentro do próprio campeonato do Mundo: Taça FIRS, para as seleções entre o 8º e 16º lugares do ranking, e Taça das Confederações, para as restantes. 
No Campeonato do Mundo de 2019, a Taça FIRS e a Taça das Confederações tiveram os nomes de Intercontinental Cup e Challenger's Cup, respetivamente. Na Intercontinental Championship existiram quatro vagas europeias (Andorra, Suíça, Inglaterra e Alemanha), duas africanas, uma asiática/oceânica e uma americana, sendo que todas tiveram de conquistar a sua vaga através dos campeonatos continentais. Já no Challenger's Championship, as vagas disponíveis foram para uma seleção africana, cinco para a confederação da Ásia/Oceânia e ainda duas vagas para novas inscrições na prova.

## Historial do Campeonatos do Mundo
| Ed      | Ano     | Cidade sede                    | Vencedor   | 2º lugar      | 3º lugar  | 4º lugar           |
| ------- | ------- | ------------------------------ | ---------- | ------------- | --------- | ------------------ |
| I       | 1936(*) | Estugarda                      | Inglaterra | Itália        | Portugal  | Suíça              |
| II      | 1939(*) | Montreux                       | Inglaterra | Itália        | Portugal  | Bélgica            |
| III     | 1947(*) | Lisboa                         | Portugal   | Bélgica       | Espanha   | Itália             |
| IV      | 1948(*) | Montreux                       | Portugal   | Inglaterra    | Itália    | Espanha            |
| V       | 1949(*) | Lisboa                         | Portugal   | Espanha       | Itália    | Bélgica            |
| VI      | 1950(*) | Milão                          | Portugal   | Itália        | Suíça     | Espanha            |
| VII     | 1951(*) | Barcelona                      | Espanha    | Portugal      | Itália    | Bélgica            |
| VIII    | 1952(*) | Porto                          | Portugal   | Itália        | Espanha   | Bélgica            |
| IX      | 1953(*) | Genebra                        | Itália     | Portugal      | Espanha   | Suíça              |
| X       | 1954(*) | Barcelona                      | Espanha    | Portugal      | Itália    | Bélgica            |
| XI      | 1955(*) | Milão                          | Espanha    | Itália        | Portugal  | Suíça              |
| XII     | 1956(*) | Porto                          | Portugal   | Espanha       | Itália    | Alemanha Ocidental |
| XIII    | 1958    | Porto                          | Portugal   | Espanha       | Itália    | Países Baixos      |
| XIV     | 1960    | Madrid                         | Portugal   | Espanha       | Argentina | Itália             |
| XV      | 1962    | Santiago                       | Portugal   | Itália        | Espanha   | Suíça              |
| XVI     | 1964    | Barcelona                      | Espanha    | Portugal      | Itália    | Argentina          |
| XVII    | 1966    | São Paulo                      | Espanha    | Portugal      | Argentina | Itália             |
| XVIII   | 1968    | Porto                          | Portugal   | Espanha       | Argentina | Itália             |
| XIX     | 1970    | San Juan                       | Espanha    | Portugal      | Itália    | Argentina          |
| XX      | 1972    | Corunha                        | Espanha    | Portugal      | Argentina | Alemanha Ocidental |
| XXI     | 1974    | Lisboa                         | Portugal   | Espanha       | Argentina | Alemanha Ocidental |
| XXII    | 1976    | Oviedo                         | Espanha    | Argentina     | Portugal  | Alemanha Ocidental |
| XXIII   | 1978    | San Juan                       | Argentina  | Espanha       | Portugal  | Alemanha Ocidental |
| XXIV    | 1980    | Talcahuano                     | Espanha    | Argentina     | Portugal  | Chile              |
| XXV     | 1982    | Barcelos                       | Portugal   | Espanha       | Argentina | Chile              |
| XXVI    | 1984    | Novara                         | Argentina  | Itália        | Portugal  | Espanha            |
| XXVII   | 1986    | Sertãozinho                    | Itália     | Espanha       | Portugal  | Argentina          |
| XXVIII  | 1988    | Corunha                        | Itália     | Espanha       | Portugal  | Argentina          |
| XXIX    | 1989    | San Juan                       | Espanha    | Portugal      | Itália    | Chile              |
| XXX     | 1991    | Porto                          | Portugal   | Países Baixos | Argentina | Brasil             |
| XXXI    | 1993    | Bassano d.G. Lodi e Sesto S.G. | Portugal   | Itália        | Argentina | Espanha            |
| XXXII   | 1995    | Recife                         | Argentina  | Portugal      | Espanha   | Brasil             |
| XXXIII  | 1997    | Wuppertal                      | Itália     | Argentina     | Espanha   | Portugal           |
| XXXIV   | 1999    | Reus                           | Argentina  | Espanha       | Portugal  | Itália             |
| XXXV    | 2001    | San Juan                       | Espanha    | Argentina     | Itália    | Portugal           |
| XXXVI   | 2003    | Oliveira de Azeméis            | Portugal   | Itália        | Espanha   | Argentina          |
| XXXVII  | 2005    | São José                       | Espanha    | Argentina     | Portugal  | Itália             |
| XXXVIII | 2007    | Montreux                       | Espanha    | Suíça         | Argentina | Itália             |
| XXXIX   | 2009    | Vigo                           | Espanha    | Argentina     | Portugal  | Brasil             |
| XL      | 2011    | San Juan                       | Espanha    | Argentina     | Portugal  | Moçambique         |
| XLI     | 2013    | Luanda e Namibe                | Espanha    | Argentina     | Portugal  | Chile              |
| XLII    | 2015    | La Roche-sur-Yon               | Argentina  | Espanha       | Portugal  | Alemanha           |
| XLIII   | 2017    | Nanjing                        | Espanha    | Portugal      | Argentina | Itália             |
| XLIV    | 2019    | Barcelona                      | Portugal   | Argentina     | Espanha   | França             |
| XLV     | 2022    | San Juan                       | Argentina  | Portugal      | França    | Itália             |
| XLVI    | 2024    | Novara                         | Espanha    | Argentina     | Itália    | Portugal           |
| XLVII   | 2026    | Assunção                       |            |               |           |                    |

- Também considerado Campeão da Europa.

### Tabela de Medalhas
| Ordem | País          | Medalha de ouro | Medalha de prata | Medalha de bronze | Total |
| ----- | ------------- | --------------- | ---------------- | ----------------- | ----- |
| 1     | Espanha       | 18              | 12               | 8                 | 38    |
| 2     | Portugal      | 16              | 11               | 15                | 42    |
| 3     | Argentina     | 6               | 10               | 10                | 26    |
| 4     | Itália        | 4               | 9                | 11                | 24    |
| 5     | Inglaterra    | 2               | 1                | 0                 | 3     |
| 6     | Suíça         | 0               | 1                | 1                 | 2     |
| 7     | Bélgica       | 0               | 1                | 0                 | 1     |
| 7     | Países Baixos | 0               | 1                | 0                 | 1     |
| 9     | França        | 0               | 0                | 1                 | 1     |

### Taça FIRS/Taça Intercontinental
Desde 2017 com a criação dos Roller Games, todas as seleções que se increverem, participam no Campeonato do Mundo, tendo-se acabado com o antigo Campeonato do Mundo B. Desde aí o Campeonato do Mundo é divido em 3 taças: a Taça do Mundo (principal) que determina os classificados entre o 1º e o 8º lugar, a Taça FIRS/Taç Intercontinental que determina os classificados entre o 9º e o 16º lugar e a Taça Challenger para os classificados abaixo do 17º lugar.
| Ed.    | Ano  | Local     | Vencedor 9º | 10º Lugar  | 11º Lugar     | 12º Lugar      |
| ------ | ---- | --------- | ----------- | ---------- | ------------- | -------------- |
| 1ª WSG | 2017 | Nanjing   | França      | Alemanha   | Países Baixos | Áustria        |
| 2ª WSG | 2019 | Barcelona | Moçambique  | Andorra    | Suíça         | Alemanha       |
| 3ª WSG | 2022 | San Juan  | Colômbia    | Moçambique | Andorra       | Suíça          |
| 4ª WSG | 2024 | Novara    | Chile       | Inglaterra | Colômbia      | Estados Unidos |
| 5ª WSG | 2026 | Assunção  |             |            |               |                |

### Taça das Confederações/Taça Challenger
Foi criada para determinar as equipas classificadas em 17º e abaixo no Campeonato do Mundo.
| Ed.    | Ano  | Local     | Vencedor 17º   | 18º Lugar | 19º Lugar     | 20º Lugar     |
| ------ | ---- | --------- | -------------- | --------- | ------------- | ------------- |
| 1ª WSG | 2017 | Nanjing   | Israel         | Índia     | Japão         | Austrália     |
| 2ª WSG | 2019 | Barcelona | Países Baixos  | Bélgica   | Uruguai       | Índia         |
| 3ª WSG | 2022 | San Juan  | Estados Unidos | Uruguai   | Egito         | África do Sul |
| 4ª WSG | 2024 | Novara    | Áustria        | Uruguai   | Países Baixos | Israel        |
| 5ª WSG | 2026 | Assunção  |                |           |               |               |

## Campeonato do Mundo B
O Campeonato do Mundo de Hóquei em Patins - Divisão B foi disputado entre 1984 e 2014 pelas seleções não qualificadas para a competição principal. 
| Ed. | Ano  | Local            | Vencedor       | 2º Lugar      | 3º Lugar      | 4º Lugar       |
| --- | ---- | ---------------- | -------------- | ------------- | ------------- | -------------- |
| 1ª  | 1984 | Paris            | França         | Bélgica       | Inglaterra    | Angola         |
| 2ª  | 1986 | Cidade do México | Alemanha       | Países Baixos | Moçambique    | Austrália      |
| 3ª  | 1988 | Bogotá           | Colômbia       | Suíça         | Chile         | Austrália      |
| 4ª  | 1990 | Macau            | Brasil         | Suíça         | Austrália     | Inglaterra     |
| 5ª  | 1992 | Andorra          | Andorra        | França        | Moçambique    | Angola         |
| 6ª  | 1994 | Chile            | França         | Angola        | Chile         | Colômbia       |
| 7ª  | 1996 | Veracruz         | Estados Unidos | Países Baixos | Colômbia      | Andorra        |
| 8ª  | 1998 | Macau            | Chile          | Inglaterra    | Moçambique    | Andorra        |
| 9ª  | 2000 | Chatham          | Inglaterra     | Países Baixos | Canadá        | Uruguai        |
| 10ª | 2002 | Montevideo       | Andorra        | Colômbia      | Inglaterra    | Uruguai        |
| 11ª | 2004 | Macau            | Catalunha      | Inglaterra    | Andorra       | Macau          |
| 12ª | 2006 | Montevideo       | Moçambique     | Países Baixos | Colômbia      | Macau          |
| 13ª | 2008 | Vanderbijlpark   | Estados Unidos | Países Baixos | Colômbia      | África do Sul  |
| 14ª | 2010 | Dornbirn         | Estados Unidos | África do Sul | Países Baixos | Áustria        |
| 15ª | 2012 | Canelones        | África do Sul  | Inglaterra    | Áustria       | Uruguai        |
| 16ª | 2014 | Canelones        | Áustria        | Inglaterra    | Países Baixos | Estados Unidos |

### Tabela de Medalhas
| Ordem | País           | Medalha de ouro | Medalha de prata | Medalha de bronze | Total |
| ----- | -------------- | --------------- | ---------------- | ----------------- | ----- |
| 1     | Estados Unidos | 3               | 0                | 0                 | 3     |
| 2     | França         | 2               | 1                | 0                 | 3     |
| 3     | Andorra        | 2               | 0                | 1                 | 3     |
| 4     | Inglaterra     | 1               | 4                | 2                 | 7     |
| 5     | Colômbia       | 1               | 1                | 3                 | 5     |
| 6     | África do Sul  | 1               | 1                | 0                 | 2     |
| 7     | Moçambique     | 1               | 0                | 3                 | 4     |
| 8     | Chile          | 1               | 0                | 2                 | 3     |
| 9     | Áustria        | 1               | 0                | 1                 | 2     |
| 10    | Alemanha       | 1               | 0                | 0                 | 1     |
| 10    | Brasil         | 1               | 0                | 0                 | 1     |
| 10    | Catalunha      | 1               | 0                | 0                 | 1     |
| 13    | Países Baixos  | 0               | 5                | 2                 | 7     |
| 14    | Suíça          | 0               | 2                | 0                 | 2     |
| 15    | Bélgica        | 0               | 1                | 0                 | 1     |
| 15    | Angola         | 0               | 1                | 0                 | 1     |
| 17    | Austrália      | 0               | 0                | 1                 | 2     |
| 17    | Canadá         | 0               | 0                | 1                 | 1     |

## Participantes em todos Campeonatos Mundiais
Um total de 46 selecções já participaram nas 45 edições disputadas nos Campeonatos mundiais; 17 pertencem a Europa (incluindo  Israel), 13 a América, 10 a Ásia, 4 a África e 2 a Oceania. Só Portugal e Itália participaram em todas as edições.
Resume de participações:
| País            | Primeira | Última | Mundial A | Mundial B | Intercontinental | Challenger |
| --------------- | -------- | ------ | --------- | --------- | ---------------- | ---------- |
| Portugal        | 1936     | 2024   | 46        | -         | -                | -          |
| Itália          | 1936     | 2024   | 46        | -         | -                | -          |
| Espanha         | 1947     | 2024   | 44        | -         | -                | -          |
| Alemanha        | 1936     | 2024   | 37        | 1         | 2                | -          |
| França          | 1936     | 2024   | 36        | 4         | 1                | -          |
| Suíça           | 1936     | 2024   | 35        | 2         | 3                | -          |
| Países Baixos   | 1948     | 2024   | 34        | 8         | 1                | 2          |
| Argentina       | 1960     | 2024   | 33        | -         | -                | -          |
| Chile           | 1954     | 2024   | 27        | 4         | -                | -          |
| Brasil          | 1953     | 2024   | 25        | 1         | 3                | -          |
| Inglaterra      | 1936     | 2024   | 24        | 12        | 2                | -          |
| Estados Unidos  | 1966     | 2024   | 25        | 6         | 1                | 2          |
| Angola          | 1982     | 2024   | 21        | 3         | -                | -          |
| Bélgica         | 1936     | 2019   | 16        | 3         | -                | 1          |
| Moçambique      | 1978     | 2024   | 12        | 7         | 2                | 1          |
| Colômbia        | 1980     | 2024   | 11        | 9         | 3                | -          |
| Austrália       | 1972     | 2024   | 8         | 15        | 3                | 1          |
| Japão           | 1964     | 2024   | 8         | 12        | -                | 3          |
| Andorra         | 1990     | 2024   | 7         | 5         | 3                | -          |
| Dinamarca       | 1951     | 1958   | 6         | -         | -                | -          |
| Nova Zelândia   | 1968     | 2024   | 5         | 13        | -                | 4          |
| Egito           | 1948     | 2024   | 5         | 4         | 3                | 1          |
| Uruguai         | 1954     | 2024   | 5         | 9         | -                | 3          |
| Irlanda         | 1951     | 1984   | 5         | 1         | -                | -          |
| África do Sul   | 1992     | 2024   | 3         | 10        | 1                | 2          |
| Noruega         | 1954     | 1956   | 3         | -         | -                | -          |
| Áustria         | 1990     | 2024   | 2         | 13        | 2                | 2          |
| Canadá          | 1980     | 2000   | 2         | 6         | -                | -          |
| Macau           | 1984     | 2019   | 1         | 14        | 1                | -          |
| México          | 1982     | 2024   | 1         | 10        | -                | 2          |
| Índia           | 1980     | 2024   | 1         | 7         | -                | 3          |
| Venezuela       | 1982     | 1990   | 1         | 2         | -                | -          |
| Iugoslávia      | 1955     | 1955   | 1         | -         | -                | -          |
| Guatemala       | 1982     | 1982   | 1         | -         | -                | -          |
| Israel          | 1992     | 2024   | -         | 6         | 1                | 2          |
| Taiwan          | 1988     | 2019   | -         | 5         | -                | 2          |
| China           | 1990     | 2024   | -         | 3         | -                | 2          |
| Paquistão       | 1990     | 2000   | -         | 4         | -                | -          |
| Coreia do Sul   | 1990     | 2002   | -         | 3         | -                | -          |
| Coreia do Norte | 1998     | 2004   | -         | 2         | -                | -          |
| Costa Rica      | 1986     | 1986   | -         | 1         | -                | -          |
| Equador         | 1988     | 1988   | -         | 1         | -                | -          |
| Hong Kong       | 1990     | 1990   | -         | 1         | -                | -          |
| Cuba            | 1990     | 1990   | -         | 1         | -                | -          |
| Catalunha       | 2004     | 2004   | -         | 1         | -                | -          |
| Bangladesh      | 2008     | 2008   | -         | 1         | -                | -          |